# Bruno Heinen
Bruno Benjamin Heinen (* um 1985) ist ein in Großbritannien lebender Musiker (Piano, Komposition), der insbesondere im Bereich des Jazz hervorgetreten ist.

## Leben und Wirken
Heinen wuchs in einem Umfeld mit klassischer Musik auf (sein Vater ist der Cellist Ulrich Heinen, seine Mutter die Geigerin Jacqueline Ross), interessierte sich aber von Jugend an auch für andere Musikgenres. Er studierte zunächst klassische Musik am Royal College of Music. Sein Masterstudium Jazzpiano absolvierte er an der Guildhall School of Music and Drama, wo er von John Taylor und Pete Saberton unterrichtet wurde. Heinen promovierte 2019 am Royal Northern College of Music über den Kontrapunkt beim Jazzpiano insbesondere im Solowerk von Fred Hersch.
Heinen trat in Ronnie Scott’s Jazz Club ebenso auf wie beim London Jazz Festival, dem Shanghai World Music Festival und beim INNtöne Jazzfestival. Im klassischen Bereich arbeitete er mit dem London Symphony Orchestra unter der Leitung von Simon Rattle. Auch begleitete er die palästinensische Sängerin Reem Kelani; weiterhin arbeitete er mit dem Tablaspieler Sirish Kumar, der Ska-Band The Big Steal, Julian Siegel, Stan Sulzmann, Jean Toussaint, Julian Argüelles, Byron Wallen, Antonio Fusco, Henrik Jensen und dem Gitarristen Alan Weeks. 
Heinen hat seit 2012 acht Alben unter eigenem Namen hervorgelegt, darunter dem Jazz verpflichtete Neuinterpretationen von Karlheinz Stockhausen (Tierkreis), Antonio Vivaldi (Changing of the Seasons) und David Bowie (Pretty Things) ebenso wie Variationen über Kinderlieder (Twinkle Twinkle) und eine Postcard to Bill Evans (im Duo mit dem Gitarristen Kristian Borring). Der Startpunkt seines Trioalbums Out of Doors (2021, mit Andrea Di Biase am Bass und Gene Calderazzo am Schlagzeug) sind die ungarischen Volksweisen, die Bela Bartók 1920 seiner Komposition Improvizációk magyar parasztdalokra (op. 20) zugrunde legte. Sein zweites Soloalbum Boxed Invert Presume (ein Anagramm für Overdub-Experiment, für das er sieben weitgehend improvisierte Titel aufnahm und einen Tag später jeweils einen zweiten Klavierteil hinzufügte) erschien 2021.
Heinen komponierte Kammermusik für zwei Klaviere und Schlagzeug (für ein Projekt mit Pete Saberton) sowie für klassisches Streicherensemble ebenso wie Jazz für Combos bzw. die Big Band. 2009 wurde er für den Paul Hamlyn Composers Award nominiert.
Heinen lehrte an der Guildhall School of Music and Drama und ist als Professor für Klavier und Komposition am Trinity Laban Conservatoire of Music and Dance tätig.